# Пивной дозор
«Пивной дозор» — социальный проект, созданный по инициативе компании «Балтика» в 2008 году с целью привлечения внимания продавцов к норме закона, запрещающего продажу светлого и тёмного пива лицам младше 18 лет. Добровольцы организуют общественные рейды и напоминают продавцам об ответственности, а покупателей призывают самостоятельно подтверждать своё совершеннолетие.
Деятельность проекта направлена на формирование активной гражданской позиции по предотвращению продажи пива лицам, не достигшим 18 лет.
Предпосылки создания проекта связывают со следующими проблемами:
- трудность определения возраста покупателя;
- отсутствие в законах РФ на данный момент права требовать покупателя предъявить документ, подтверждающий возраст.

Мероприятия проекта включают в себя размещение специального знака-стикера «Есть 18? Подтверди!» в торговых точках по всей территории страны.

## История
В 2004 году Союзом пивоваров России в Госдуму было направлено предложение о законодательном запрете на розничную продажу пива несовершеннолетним. В апреле 2005 вступил в силу федеральный закон «Об ограничениях розничной продажи и потреблении (распития) пива и напитков, изготовляемых на его основе».
В период с 2006 по 2007 год был проведён ряд акции «Продажа пива несовершеннолетним запрещена!» в Хабаровске, Ростове-на-Дону, Новосибирске, Санкт-Петербурге и других городах России.
С 2008 года существует проект «Пивной дозор», устраивающий рейды на массовых мероприятиях, организуемых компанией «Балтика» в 12 городах России. Представителей проекта поддержали представители контролирующих органов, городских администраций, УВД, общественных организаций, лидеры тематических клубов, известные российские личности (Оскар Кучера, Сергей Бобунец («Смысловые галлюцинации»), Катя Гордон и др.), которые лично принимали участие в мероприятиях.
В 2009 году «Пивной дозор» расширил географию деятельности до 24 городов России, среди которых Санкт-Петербург, Москва, Тула, Воронеж, Ростов-на-Дону, Самара, Магнитогорск, Челябинск, Новосибирск, Красноярск, Хабаровске и др, а также начал свою дейстельность в Казахстане.
В 2010 году к проекту присоединилась Белоруссия и три российских города: Калуга, Курск, Орёл.
В период с 2009 по 2010 год было проведено более 80 рейдов с проверкой тысячи магазинов, в трети из которых были зафиксированы нарушения.